# Garelli Tipo 331
Die Garelli Tipo 331 war ein Motorrad des italienischen Herstellers Garelli, das im Jahr 1932 vorgestellt wurde. Es war für den Straßeneinsatz gebaut und hatte einen Doppelkolbenmotor, der von Adalberto Garelli entwickelt worden war.

## Technik und Merkmale
Die Garelli Tipo 331 hatte einen luftgekühlten Einzylinder-Zweitakt-Doppelkolbenmotor mit 350 cm³ Hubraum (Bohrung × Hub: zweimal 52 mm × 82 mm). Die Leistung betrug etwa 20 PS bei 4500/min, was eine Höchstgeschwindigkeit von rund 130 km/h ermöglichte.
Der Motor hatte zwei Amal-Vergaser und zwei Auslasskanäle. Das Motorrad hatte ein Dreiganggetriebe mit Handschaltung und Kettenantrieb. Das Fahrwerk bestand im Wesentlichen aus einem offenen Stahlrohrrahmen. Das Trockengewicht des Motorrads betrug etwa 100 kg.

## Bedeutung
Die Tipo 331 war eine Weiterentwicklung der vorherigen Garelli-Modelle mit Doppelkolbenmotor und zeigte die kontinuierliche Verbesserung dieser Technik.